# Caso Para-Sar
El  Caso Para-Sar, también conocido como Atentado del Gasómetro, fue un plan terrorista diseñado en 1968 por el brigadier João Paulo Burnier para desacreditar y reprimir a los opositores del régimen militar brasileño. El plan consistía en emplear al escuadrón de rescate Para-Sar ('Para' de paracaidistas, 'SAR' del inglés Search and Rescue, "búsqueda y salvamento") para la detonación de explosivos en diversas vías públicas de Río de Janeiro, atentados con potencial para provocar decenas de muertes y que serían atribuidos a movimientos de izquierda. En una segunda fase de la misión, en un clima de caos, el escuadrón encubriría el secuestro y asesinato de varias personalidades de la política brasileña, entre ellos Carlos Lacerda, Jânio Quadros y Juscelino Kubitschek.
El plan acabó abortado tras la denuncia del oficial del escuadrón Para-Sar Sérgio Ribeiro Miranda de Carvalho, que se negó a cumplir las órdenes de Burnier y llevó el caso a sus superiores. En la investigación resultante abierta por el brigadier Itamar Rocha, 37 testigos corroboraron la acusación de Sérgio Miranda. Burnier, sin embargo, negó haber planeado el crimen y salió absuelto del proceso. Rocha y Miranda, por su parte, acabaron alejados de los cuadros de la Aeronáutica.

## Antecedentes
En 1968, Brasil vivía en un clima de tensión por el recrudecimiento de la represión política a manos del régimen militar. Las manifestaciones en las calles eran cada vez más frecuentes, siendo reprimidas de forma muchas veces violenta por las fuerzas de la ley. En una de esas ocasiones, un escuadrón del Ejército del Aire conocido como Para-Sar, especializado en rescates en áreas remotas, es cooptado para servir de apoyo ante una marcha de protesta en Río de Janeiro. El día 4 de abril de aquel año, trece hombres del escuadrón son embarcados en un autobús de la Aeronáutica y llevados a la Escuela de Comunicaciones del Ejército, donde son presentados a soldados de la Policía Militar (PM), del Ejército y a los agentes del DOPS. Se inicia así una colaboración de este escuadrón con el centro de la represión política. 
Semanas más tarde, el capitán Sérgio Ribeiro Miranda de Carvalho, cofundador del escuadrón Para-Sar, se dirige al brigadier Labarthe Lebre, comandante de la Escuela de Aeronáutica Campo dos Afonsos, manifestándole su preocupación por la implicación del escuadrón en operaciones ilegales. También transmite su desasosiego al mayor Arthur Soares de Almeida, que le promete esclarecer lo ocurrido con el brigadier João Paulo Burnier, entonces jefe de la Sección de información del Ministerio de Aeronáutica.
Un mes más tarde, Sérgio Ribeiro es llamado a la presencia de Burnier, ya entonces jefe de gabinete, que intenta adoctrinarlo para servir a sus propósitos. A continuación, Ribeiro es convocado a una reunión con Burnier y el brigadier Hipólito da Costa, recién llegado de la Zona del Canal de Panamá.

## El plan
En la reunión realizada el día 12 de junio de 1968, a la que asiste Sérgio Ribeiro, se expone el plan, que va a consistir en una operación de bandera falsa cuyo objetivo es la lucha contra células comunistas a través de actos violentos que serían atribuidos a grupos de extrema izquierda. El plan, que preveía varias misiones en Río de Janeiro, sería implementado de forma gradual. Entre los objetivos, se citaron la compañía Sears, el banco Citibank o la embajada de Estados Unidos. También se habló de la explosión simultánea del gasómetro de São Cristóvão y de la represa de Ribeirão de Lajes. La confusión resultante daría cobertura a la desaparición de ciertas personalidades. Cinco nombres ya habían sido seleccionados: Carlos Lacerda, Jânio Quadros, Juscelino Kubitschek, Hélder Câmara y el general Olímpio Mourão Filho.

## Denuncia y depuración

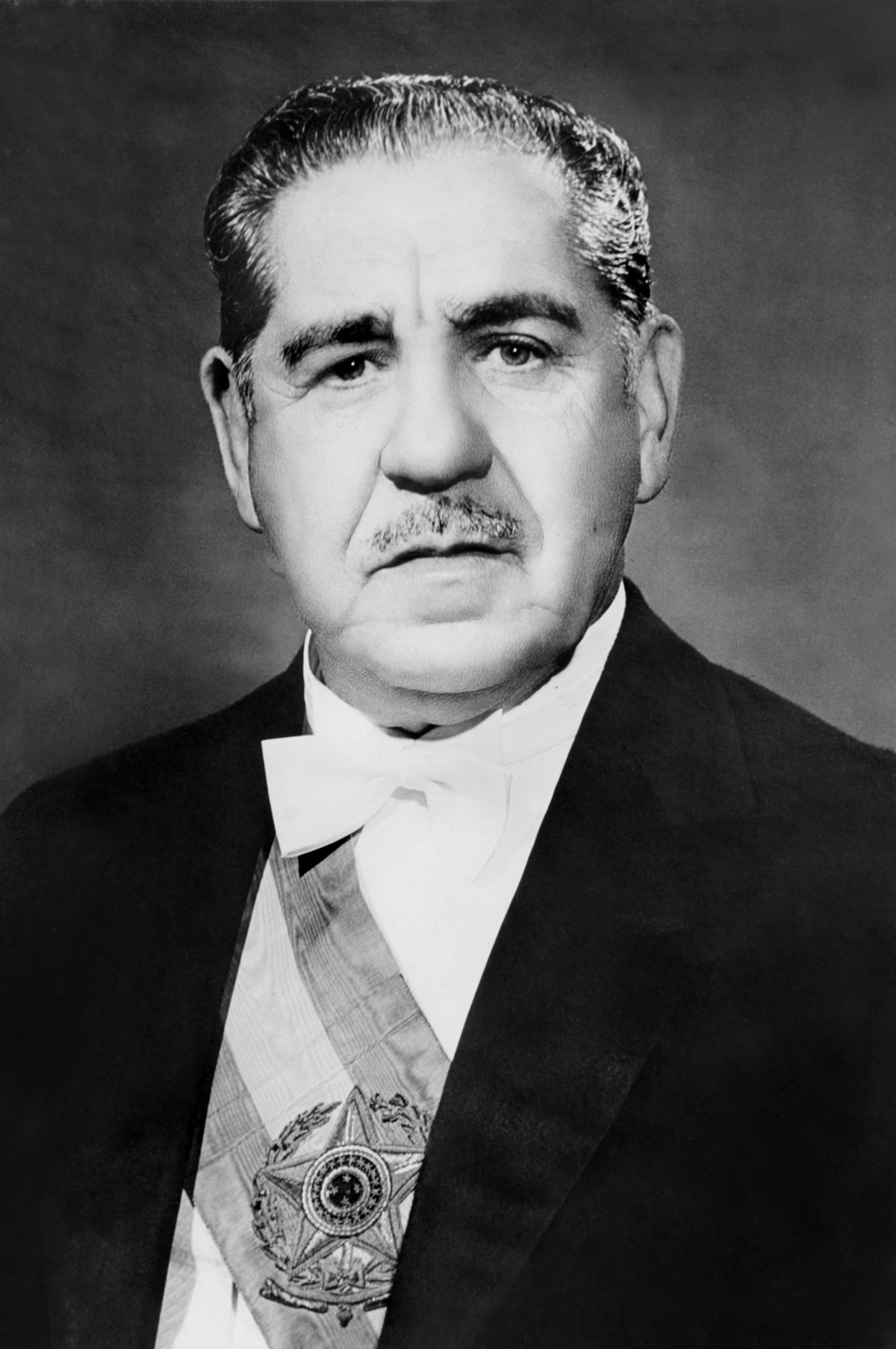
Costa y Silva, presidente de Brasil entre 1967 y 1969

Al día siguiente, el capitán Sérgio Ribeiro informa a sus superiores, que le aconsejan que denuncie el caso ante Eduardo Gomes, director general del Ministerio de Aeronáutica. Gomes abre una investigación minuciosa para aclarar lo sucedido en la reunión del día 14 de junio. A través del brigadier Itamar Rocha, la investigación constata que, de los 41 testigos, 37 corroboraban la versión del capitán. Como consecuencia inmediata de la denuncia, Ribeiro es trasladado a Recife y arrestado durante 25 días por su denuncia, mientras su mejor amigo, el médico Rubens Marques Santos, fue enviado a Manaus. 
El 26 de septiembre, el brigadier Itamar Rocha entrega personalmente al ministro de Aeronáutica el resultado de la investigación. En sus conclusiones se puede leer que: 

"ser nítida e insofismável a intenção do brigadeiro Burnier de usar o Para-Sar como executor de atentados a figuras políticas".
 Elio Gaspari, A Ditadura Envergonhada, Companhia das Letras, 2002.

## Consecuencias

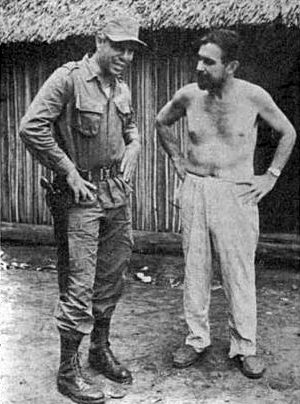
El capitán Sérgio Miranda (a la esq.) acompañado del indianista Cláudio Villas-Bôas, c. 1965

El día 1 de octubre, el diputado Maurílio Ferreira Lima, del MDB, sube a la tribuna de la Cámara de Diputados para denunciar el caso. La crisis es abordada también por el periódico Correo da Manhã, que en entrevista con la nuera del brigadier Rocha revela los puntos más importantes de la investigación del Caso Para-Sar. Como consecuencia del informe, el periodista Pery Cotta acabaría en prisión.
Con la promulgación del AI-5, el capitán Sérgio Ribeiro fue exonerado del caso Para-Sar, aunque inmediatamente es procesado por robo de identidad. Absuelto en primera instancia, el Superior Tribunal Militar, por quince votos a cero, lo condenó a la pérdida de su condición de militar. Según un ministro que lo juzgó en el STM, "por primera vez en la historia se acusó a una persona de haber 'firmado' un documento no firmado". La prueba del crimen, de hecho, era un papel sin firma acerca de un vuelo realizado por el capitán años antes. Desprovido de su medio de subsistencia, Ribeiro y su familia sobrevivieron con grandes carencias. El excapitán trabajó como publicitario, vendedor, periodista y guionista, entre otros trabajos.
Tras el escándalo, el brigadier Burnier permaneció al frente de operaciones secretas de la Aeronáutica. En 1970, ya en el gobierno de Emílio Garrastazu Médici, fue premiado con el mando de la 3ª Zona Aérea, autoridad que comprendía la base aérea de Galeão, sede del ejército que se vio envuelta en 1971 en el episodio de la tortura y muerte del guerrillero Stuart Angel Jones.
En 1985, Sérgio Ribeiro recibió el primer homenaje público desde su cese, recibiendo el título de "Ciudadano Benemérito de Río de Janeiro", que le fue concedido por la Asamblea Legislativa del Estado de Río de Janeiro. La ceremonia, realizada el día 12 de junio de aquel año, contó aún con la presencia de Luís Carlos Prestes. En 1992, el Supremo Tribunal Federal reconoció los derechos del capitán a ser ascendido a brigadier – cargo que habría alcanzado si hubiera permanecido en la Aeronáutica. El entonces ministro de Aeronáutica, el brigadier Lélio Lobo, ignoró la decisión de la Corte. En 1997, tres años después de la muerte del capitán, el gobierno federal, con base en la decisión del STF, indemnizó a la familia de Sérgio Ribeiro con el sueldo que dejó de percibir entre los años 1969 y 1994.